# Districte de Broye-Vully

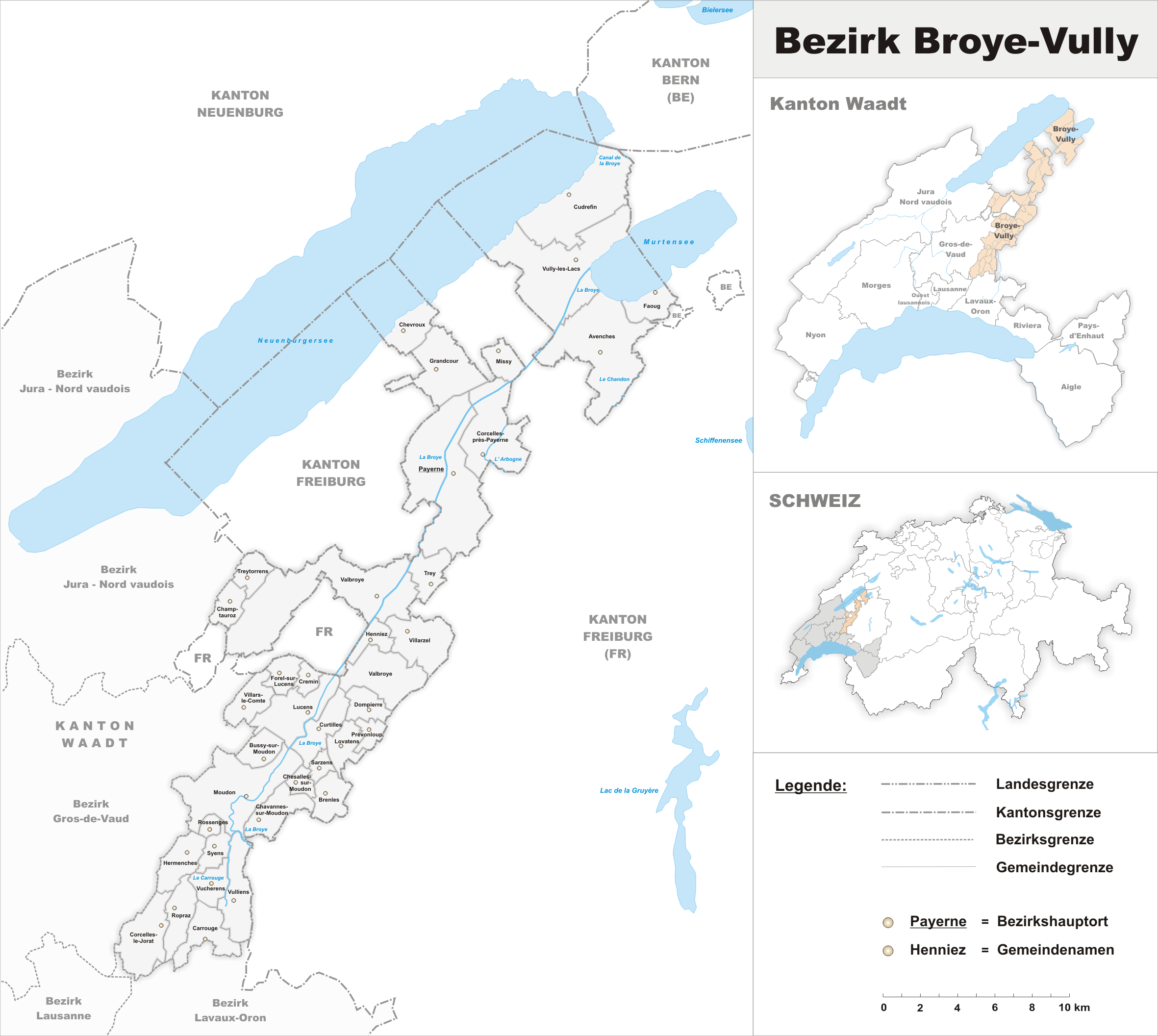
El districte de Broye-Vully

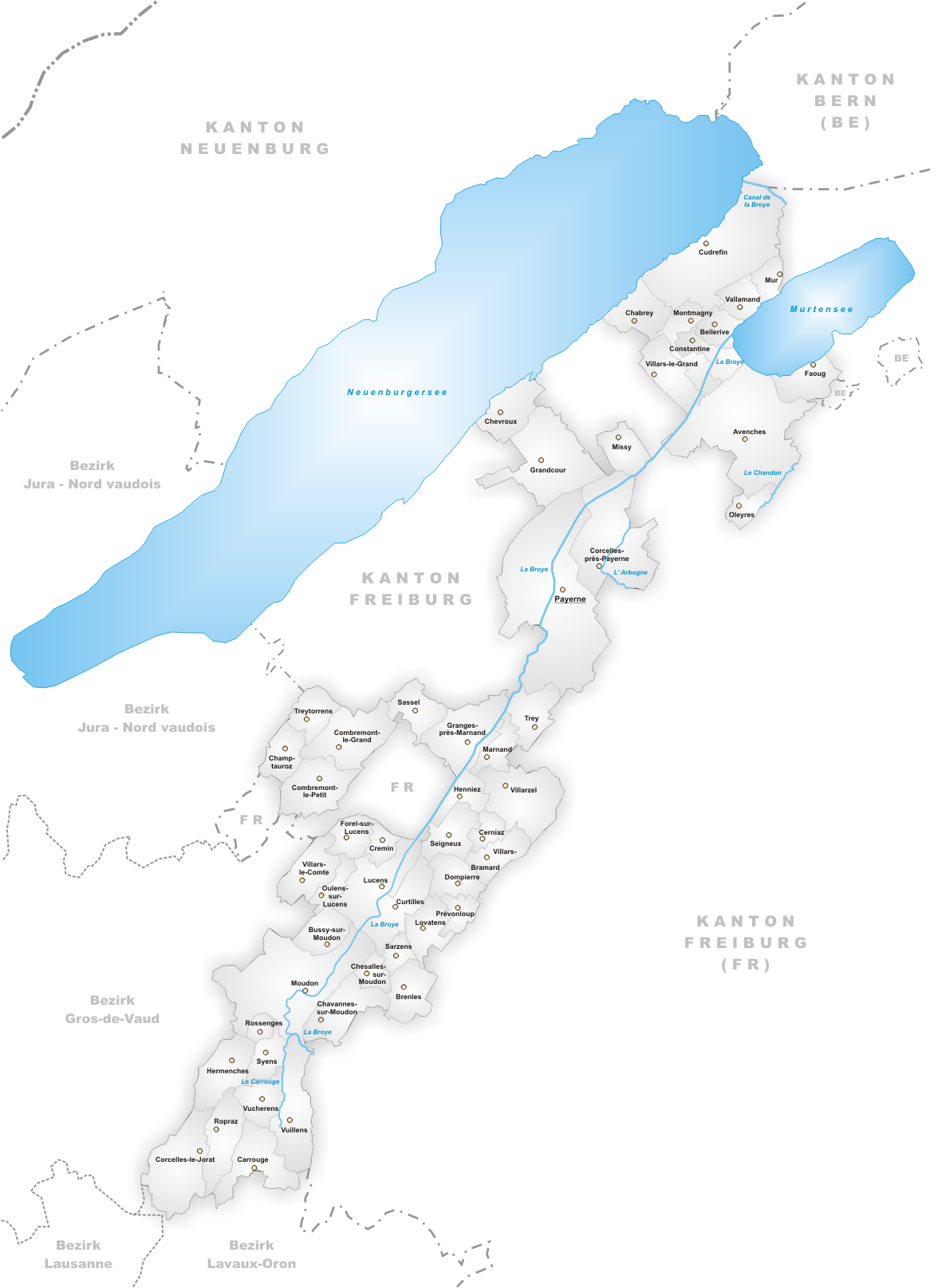
Municipis del Districte de Broye-Vully

El Districte d'Aigle és un dels deu districtes actuals del cantó suís de Vaud. Té 32884 habitants (cens del 2005) i 264,98 km². Aquest districte va aparèixer en la reforma de 2008 a partir del districte d'Avenches i del districte de Payerne, a més d'uns municipis dels antics districtes de de Moudon (Brenles, Bussy-sur-Moudon, Chavannes-sur-Moudon, Chesalles-sur-Moudon, Cremin, Curtilles, Dompierre, Forel-sur-Lucens, Hermenches, Lovatens, Lucens, Moudon, Oulen-sur-Lucens, Prévonloup, Rossenges, Sarzens, Syens, Villars-le-Comte et Vucherens) i d'Oron (Carrouge, Corcelles-le-Jorat, Ropraz et Vulliens). Actualment té 52 municipis i el cap és Payerne.

## Municipis
- Avenches
- Bellerive
- Brenles
- Bussy-sur-Moudon
- Carrouge
- Cerniaz
- Chabrey
- Champtauroz
- Chavannes-sur-Moudon
- Chesalles-sur-Moudon
- Chevroux
- Constantine
- Combremont-le-Grand
- Combremont-le-Petit
- Corcelles-le-Jorat
- Corcelles-près-Payerne
- Cremin
- Cudrefin
- Curtilles
- Dompierre
- Faoug
- Forel-sur-Lucens
- Grandcour
- Granges-près-Marnand
- Henniez
- Hermenches
- Lovatens
- Lucens
- Marnand
- Missy
- Montmagny
- Moudon
- Mur
- Oleyres
- Oulens-sur-Lucens
- Payerne
- Prévonloup
- Ropraz
- Rossenges
- Sarzens
- Sassel
- Seigneux
- Syens
- Trey
- Treytorrens (Payerne)
- Vallamand
- Villars-Bramard
- Villars-le-Grand
- Villarzel
- Villars-le-Comte
- Vucherens
- Vulliens